# Анна Никол Смит
Вики Лин Маршал (на английски: Vickie Lynn Marshall), по известна със сценичното си име Анна Никол Смит (Anna Nicole Smith) е американски модел и актриса, която става известна след участие в списание Плейбой през 1993 г. като Модел на годината.
Широко обсъжданият ѝ брак с петролния магнат Хауърд Маршал, който е с 63 години по-възрастен от нея, дава повод за спекулации, че Анна се е омъжила за 89-годишния милиардер заради парите му – нещо, което тя отрича. След смъртта на милиардера, една година по-късно, тя започва продължителна съдебна борба за част от неговото наследство. Заведеното от нея дело Маршал срещу Маршал достига до Върховния съд на САЩ през февруари 2006. Умира на 8 февруари 2007 г. в Холивуд (Флорида), в хотелска стая, в резултат от предозиране с предписаните ѝ лекарства. През последните шест месеца от живота си Смит е обект на медиен интерес във връзка със смъртта на нейния син Даниел и спорът за бащинството и попечителството на нейната биологична дъщеря.

## Кариера в „Плейбой“
Кариерата на Смит започва през 1992 година, след като е избрана от Хю Хефнър за корицата на мартенското издание на „Плейбой“, където носи къса вечерна рокля. Впоследствие е наречена „следващата Мерилин Монро“ от пресата – впечатление, което се подсилва от нейната руса прическа в стил Монро и от белите рокли, които облича.
След като става един от най-известните модели на „Плейбой“, Смит си придава по-съблазнителен вид и през май 1992 г. позира разсъблечена за списанието (под името Вики Смит). През 1993 г. Смит е избрана за Playmate of the Year. По това време тя окончателно се спира на името Анна Никол Смит.
На 22 август 1994 г. списанието New York използва на корицата си фотография на Смит. На снимката Никол Смит позира клекнала в къса риза и каубойски ботуши, докато яде чипс.
През октомври 1994 г. нейният адвокат започва дело за 5 000 000 долара срещу списанието, като твърди, че е използвало без разрешение нейната снимка и публикацията е накърнила репутацията ѝ. Нейният адвокат твърди, че на Анна ѝ е било казано, че ще бъде снимана, за да пресъздаде образа на „средностатистическата американка“ и че снимките трябва да бъдат впечатляващи, докато въпросната снимка е направена за забавление в една от почивките. Редакторът на списанието отговаря, че тази снимка е една от многото, които са правени специално за корицата на списанието, и предполага, че те не харесват избраната снимка.

## Брак с Маршал
Докато работи в стриптийз клуб в Хюстън, през октомври 1991 г., Смит среща значително по-възрастния от нея петролен милиардер Хауърд Маршал, с когото започва връзка. По време на двегодишната им връзка се съобщава, че той ѝ прави щедри подаръци и няколко пъти ѝ предлагал брак.
Тя се развежда със съпруга си Били на 3 февруари 1993 г. в Хюстън. На 27 юни 1994 г. Смит, която е на 26 години, и Маршал, на 89 години, сключват брак. Това веднага става повод за разпространяването на слухове, че тя се е омъжила заради парите му. Въпреки че не живеят заедно, Смит твърди, че обича съпруга си и че възрастта няма значение за нея. Тринайсет месеца след тяхната сватба, на 4 август 1995 г., Маршал умира в Хюстън.

## Смърт на сина
20-годишният ѝ син Даниел Смит умира на 10 септември 2006 г., докато е на визита в болничната стая на майка си и родената му преди три дни сестра. След като следователят обявява смъртта за „подозрителна“, Смит наема съдебния патолог Сирил Вехт (Cyril Wecht) да извърши втора аутопсия.
В предаването Лари Кинг на живо съдебният патолог съобщава, че извършената на 17 септември 2006 г. аутопсия показва, че Даниел е починал от смъртоносна комбинация на лекарствата Zoloft, Lexapro и метадон. Макар че метадонът е болкоуспокояващо лекарство, използвано за лечение на пристрастрени към хероин или морфин, патологът казва, че не открива данни синът да е бил зависим. На 8 февруари 2007 г. по телевизия Fox News Вехт съобщава, че все още няма информация защо Даниел е приел метадон. На 14 февруари 2007 г. излиза публикация, че на майка му ѝ е предписан метадон под фалшиво име, докато е била в осмия месец от бременността си.